# لیروی لیتا
لیروی لیتا (انگلیسی: Leroy Lita؛ زادهٔ ۲۸ دسامبر ۱۹۸۴) یک بازیکن فوتبال اهل انگلستان است.